# كريستينا بيورك
كريستينا بيورك (بالسويدية: Christina Björk)‏ هي صحفية ومؤلفة وكاتبة سيناريو ومخرجة سويدية، ولدت في 27 يوليو 1938 في ستوكهولم في السويد.

## وصلات خارجية
- كريستينا بيورك على موقع IMDb (الإنجليزية)
- كريستينا بيورك على موقع قاعدة بيانات الفيلم (الإنجليزية)